# Unione Democratica Cristiana Croata
L'Unione Democratica Cristiana Croata (in croato: Hrvatska Kršćanska Demokratska Unija - HKDU) è un partito politico croato di orientamento cristiano-democratico e nazional-conservatore fondato nel 1992 a seguito della confluenza di due distinti soggetti politici:
- il Partito Democratico Croato (Hrvatska Demokratska Stranka - HDS), nato il 4 novembre 1989 con la denominazione di "Unione Democratica Croata" (Hrvatski demokratski savez);
- il Partito Democratico Cristiano Croato (Hrvatska Kršćanska Demokratska Stranka - HKDS), costituitosi l'11 gennaio 1990.

## Storia
In occasione delle parlamentari del 1990, HDS e HKDS avevano aderito alla Coalizione dell'Accordo Popolare, di cui facevano parte anche Partito Social-Liberale Croato, Partito Socialdemocratico di Croazia, la componente del Partito Contadino Croato guidata da Nikola Novakovic e varie personalità indipendenti; l'alleanza si era piazzata al terzo posto, dopo i conservatori dell'Unione Democratica Croata e i post-comunisti del Partito dei Cambiamenti Democratici. In alcune circoscrizioni, peraltro, l'HDS si era presentato autonomamente e, in tale veste, aveva ottenuto 3 seggi al Consiglio delle municipalità e 7 al Consiglio del lavoro associato.
La coalizione non venne riproposta alle parlamentari del 1992, quando HDS e HKDS, concorrendo separatamente, non riuscirono a conseguire alcuna rappresentanza al Sabor. In seguito alla disfatta elettorale, HDS e HKDS decisero di convergere in un unico soggetto politico, l'HKDU; uno dei fondatori dell'HDS, Ivan Gabelica, costituì invece il Partito Puro Croato dei Diritti.
Sebbene entrambi i partiti si fossero sciolti nell'HKDU, alcune componenti interne, intendendo proseguire un percorso politico autonomo, continuarono a utilizzare il nome delle rispettive forze politiche di riferimento: quanto restava dell'HDS restò operativo fino al 2000, mentre l'area che si richiamava all'HKDS dette vita, nel 2009, al Partito Democristiano Croato, insieme ad altre formazioni minori.

## Parlamentari
- Marko Veselica (1995-2000)
- Anto Kovačević (2000-2003)

## Risultati
| Elezione                                                           | Voti                 | %                    | Seggi   |
| HDS                                                                | HDS                  | HDS                  | HDS     |
| ------------------------------------------------------------------ | -------------------- | -------------------- | ------- |
| Parlamentari 1992                                                  | 72.303               | 2,75                 | 0 / 138 |
| HKDS                                                               |                      |                      |         |
| Parlamentari 1992                                                  | 70.715               | 2,69                 | 0 / 138 |
| HKDU                                                               |                      |                      |         |
| Parlamentari 1995                                                  | Con HSS-IDS-HNS-SBHS | Con HSS-IDS-HNS-SBHS | 1 / 127 |
| Parlamentari 2000 a                                                | 153.708              | 5,30                 | 1 / 151 |
| Parlamentari 2003 b                                                | 23.547               | 0,95                 | 0 / 152 |
| Parlamentari 2007                                                  | 1.575                | 0,06                 | 0 / 153 |
| Parlamentari 2011                                                  | 585                  | 0,02                 | 0 / 151 |
| Parlamentari 2015 c                                                | 3.010                | 0,14                 | 0 / 151 |
| Parlamentari 2016 d                                                | 11.166               | 0,59                 | 0 / 151 |
| a Con HSP b Con HČSP c Con HDS e ND d Con HSP AS, DESNO, HDS e USP |                      |                      |         |